# Festuca belensis
Festuca belensis là một loài thực vật có hoa trong họ Hòa thảo. Loài này được M.Toman mô tả khoa học đầu tiên năm 1974.